# Каскейд-Веллі (Вашингтон)
Каскейд-Веллі (англ. Cascade Valley) — переписна місцевість (CDP) в США, в окрузі Грант штату Вашингтон. Населення — 4332 особи (2020).

## Географія
Каскейд-Веллі розташований за координатами 47°8′28″ пн. ш. 119°19′42″ зх. д. / 47.14111° пн. ш. 119.32833° зх. д. (47.141022, -119.328343).  За даними Бюро перепису населення США в 2010 році переписна місцевість мала площу 11,92 км², з яких 7,68 км² — суходіл та 4,25 км² — водойми. В 2017 році площа становила 14,12 км², з яких 7,72 км² — суходіл та 6,40 км² — водойми.

## Демографія
Згідно з переписом 2010 року, у переписній місцевості мешкало 2246 осіб у 840 домогосподарствах у складі 591 родини. Густота населення становила 188 осіб/км².  Було 932 помешкання (78/км²).
Расовий склад населення:
| - 82,1 % — білих - 1,9 % — чорних або афроамериканців - 1,6 % — корінних американців - 0,6 % — азіатів - 9,1 % — осіб інших рас |

До двох чи більше рас належало 4,6 %. Частка іспаномовних становила 19,4 % від усіх жителів.
За віковим діапазоном населення розподілялося таким чином: 26,8 % — особи молодші 18 років, 60,6 % — особи у віці 18—64 років, 12,6 % — особи у віці 65 років та старші. Медіана віку мешканця становила 37,1 року. На 100 осіб жіночої статі у переписній місцевості припадало 107,4 чоловіків;  на 100 жінок у віці від 18 років та старших — 106,5 чоловіків також старших 18 років.
Середній дохід на одне домашнє господарство  становив 55 132 долари США (медіана — 32 188), а середній дохід на одну сім'ю — 58 920 доларів (медіана — 26 467). За межею бідності перебувало 19,0 % осіб, у тому числі 18,4 % дітей у віці до 18 років та 4,8 % осіб у віці 65 років та старших.
Цивільне працевлаштоване населення становило 865 осіб. Основні галузі зайнятості: публічна адміністрація — 19,4 %, освіта, охорона здоров'я та соціальна допомога — 18,7 %, транспорт — 13,3 %, оптова торгівля — 10,1 %.